# Liste der Baudenkmäler in Fürth/B
Diese Liste ist eine Teilliste der Liste der Baudenkmäler in Fürth. Grundlage der Liste ist die Bayerische Denkmalliste, die auf Basis des bayerischen Denkmalschutzgesetzes vom 1. Oktober 1973 erstmals erstellt wurde und seither durch das Bayerische Landesamt für Denkmalpflege geführt und aktualisiert wird. Die folgenden Angaben ersetzen nicht die rechtsverbindliche Auskunft der Denkmalschutzbehörde.
Dieser Teil der Liste beschreibt die denkmalgeschützten Objekte in folgenden Straßen:
- Badstraße
- Bahnhofplatz
- Balbiererstraße
- Baldstraße
- Bäumenstraße
- Beim Liershof
- Billinganlage
- Blumenstraße
- Bogenstraße

## Badstraße
| Lage                                                                                            | Objekt                                          | Beschreibung | Akten-Nr.                | Bild                                            |
| ----------------------------------------------------------------------------------------------- | ----------------------------------------------- | --- | ------------------------ | ----------------------------------------------- |
| Badstraße 1 (Standort)                                                                          | Mietshaus in Ecklage                            | Viergeschossiger Satteldachbau mit Sandsteinfassade an der Badstraße und Backsteinfassade mit Sandsteingliederungen und -erdgeschoss an der Bogenstraße, Neurenaissance, von Hans Horneber, 1898; bauliche Gruppe mit Bogenstraße 13 | D-5-63-000-60 Wikidata   | Mietshaus in Ecklage                            |
| Badstraße 1a (Standort)                                                                         | Mietshaus                                       | Dreigeschossiger Mansarddachbau mit Sandsteinfassade, Dachgauben und stichbogiger Tordurchfahrt, Neurenaissance, von Hans Horneber, 1890/91 | D-5-63-000-61 Wikidata   | Mietshaus                                       |
| Badstraße 1a/3/5; Mathildenstraße 33/35/37/39/41/42/44/46/48; Pfisterstraße 24/26/28 (Standort) | Felsenkeller Badstraße                          | Umfangreiches Gangsystem, wohl 18./19. Jahrhundert, um 1940 zu Luftschutztiefbunker ausgebaut, modern gesichert; vom Hof aus zugänglich, erstreckt sich zwischen Badstraße und Pfisterstraße bzw. unter Mathildenstraße; ehemals verbunden mit Felsenkellersystem mit Zugang vom Mariensteig | D-5-63-000-1690 Wikidata | BW                                              |
| Badstraße 3 (Standort)                                                                          | Mietshaus, ehemalige Herberge zur Heimat        | Viergeschossiger traufseitiger Satteldachbau mit Sandsteinfassade, Konsoltraufgesims und rustiziertem Erdgeschoss, Neurenaissance, von Adam Egerer, 1891, Dachumbau zu Vollgeschoss wohl 20. Jahrhundert | D-5-63-000-62 Wikidata   | Mietshaus, ehemalige Herberge zur Heimat        |
| Badstraße 5 (Standort)                                                                          | Mietshaus                                       | Dreigeschossiger Mansarddachbau mit Sandsteinfassade, Gurtgesims und Dachgauben, neuklassizistisch, 1890 | D-5-63-000-63 Wikidata   | Mietshaus                                       |
| Badstraße 7 (Standort)                                                                          | Mietshaus mit ehemaliger Gaststätte Badeanstalt | Viergeschossiger traufseitiger Satteldachbau mit Sandsteinfassade und rustiziertem Erdgeschoss, Neurenaissance, von Adam Egerer, 1894 | D-5-63-000-64 Wikidata   | Mietshaus mit ehemaliger Gaststätte Badeanstalt |
| Badstraße 13/15/18; Pfisterstraße 50/52 (Standort)                                              | Ehemalige Metallfolienfabrik M. Brünn & Co.,    | Ehemaliges Geschäftshaus, fünfgeschossiger Putzbau mit Walmdach, Putzgliederung und Schweifgiebel zur Pfisterstraße, von Peringer und Rogler, 1913 Rechtwinklig angeschlossen ehemaliger Fabriktrakt, viergeschossiger Putzbau mit Mansarddach und Dachgauben, von Peringer und Rogler, 1913, 1921 nach Süden erweitert Verbindungstrakt mit Bogen über der Badstraße, Putzbau mit Satteldach und skulptierten Schlusssteinen, von Hans Rogler, bezeichnet „1925“ Ehemaliges Fabrikgebäude, dreigeschossiger Putzbau mit Satteldach und hohem Sockelgeschoss, von Hans Rogler, 1925 Zugehörig Einfriedung vor ehemaligem Geschäftshaus, verputzte Steinmauer mit Kalksteinpfeilern, wohl um 1913 Einfriedung bei ehemaligem Fabrikgebäude, verputzte Steinmauer und -torpfeiler, um 1925; sämtlich in reduziert-historisierenden Formen | D-5-63-000-65 Wikidata   | weitere Bilder                                  |
| Badstraße 28 (Standort)                                                                         | Büro- und Wohnhaus                              | Freistehender, zweiflügeliger und viergeschossiger Putzbau mit Satteldach, Sandsteinerdgeschoss, Putzgliederung, allegorischer Steinfigur und Stufengiebel, im Winkel erdgeschossiger Eingangsbau, expressionistisch, von Max Ebert, bezeichnet „1925“ Einfriedung, Sandsteinmauer, gleichzeitig | D-5-63-000-66 Wikidata   | BW                                              |

## Bäumenstraße
| Lage                                      | Objekt                                         | Beschreibung | Akten-Nr.              | Bild                                           |
| ----------------------------------------- | ---------------------------------------------- | --- | ---------------------- | ---------------------------------------------- |
| Bäumenstraße 1 (Standort)                 | Wohnhaus in Ecklage                            | Dreigeschossiger Putzbau mit Satteldach, 1739, Aufstockung 1858; Teil des Ensembles Altstadt | D-5-63-000-67 Wikidata | BW                                             |
| Bäumenstraße 2 (Standort)                 | Wohnhaus                                       | Dreigeschossiger traufseitiger Putzbau mit Satteldach und Giebelzwerchhaus, um 1730; Teil des Ensembles Altstadt | D-5-63-000-68 Wikidata | Wohnhaus                                       |
| Bäumenstraße 3 (Standort)                 | Wohnhaus                                       | Dreigeschossiger traufseitiger Sandsteinquaderbau mit verputztem Fachwerk-Obergeschoss und Satteldach, um 1735, Fachwerk-Aufstockung 1851; Teil des Ensembles Altstadt | D-5-63-000-69 Wikidata | Wohnhaus                                       |
| Bäumenstraße 4 (Standort)                 | Gasthaus zum Stadtwappen                       | Dreigeschossiger traufseitiger Sandsteinquaderbau mit Satteldach, 1727; Teil des Ensembles Altstadt | D-5-63-000-70 Wikidata | Gasthaus zum Stadtwappen                       |
| Bäumenstraße 5 (Standort)                 | Wohnhaus                                       | Dreigeschossiger traufseitiger Sandsteinquaderbau mit Satteldach, Korbbogentür und Gurtgesims, um 1730, Aufstockung später; Teil des Ensembles Altstadt | D-5-63-000-71 Wikidata | Wohnhaus                                       |
| Bäumenstraße 7 (Standort)                 | Wohnhaus                                       | Dreigeschossiger traufseitiger Sandsteinquaderbau mit Satteldach und breitem Zwerchhaus mit Volutengiebel, um 1740, Aufstockung später; Teil des Ensembles Altstadt | D-5-63-000-72 Wikidata | Wohnhaus                                       |
| Bäumenstraße 8 (Standort)                 | Wohnhaus mit Gaststätte                        | Zweigeschossiger traufseitiger Putzbau mit Satteldach, Giebelzwerchhaus und Korbbogentür, um 1728; Teil des Ensembles Altstadt | D-5-63-000-73 Wikidata | Wohnhaus mit Gaststätte                        |
| Bäumenstraße 9 (Standort)                 | Wohnhaus                                       | Dreigeschossiger traufseitiger Putzbau mit Satteldach und Korbbogentor, um 1735; Teil des Ensembles Altstadt | D-5-63-000-74 Wikidata | Wohnhaus                                       |
| Bäumenstraße 10 (Standort)                | Wohnhaus                                       | Zweigeschossiger traufseitiger Sandsteinquaderbau mit Mansarddach, breitem Zwerchhaus und Volutengiebel, 1728; Teil des Ensembles Altstadt | D-5-63-000-75 Wikidata | Wohnhaus                                       |
| Bäumenstraße 11 (Standort)                | Wohnhaus                                       | Zweigeschossiger traufseitiger Sandsteinquaderbau mit Satteldach und verputztem Zwerchhaus mit Giebel, 1738; Teil des Ensembles Altstadt | D-5-63-000-76 Wikidata | Wohnhaus                                       |
| Bäumenstraße 12 (Standort)                | Wohnhaus                                       | Zweigeschossiger traufseitiger Sandsteinquaderbau mit Satteldach, Korbbogentor und Zwerchhaus mit Dreiecksgiebel, um 1720; Teil des Ensembles Altstadt | D-5-63-000-77 Wikidata | Wohnhaus                                       |
| Bäumenstraße 13 (Standort)                | Wohnhaus mit Gaststätte Wolfshöher Bräustüberl | Zweigeschossiger traufseitiger, teils verputzter Sandsteinquaderbau mit Satteldach, Korbbogentür und Zwerchhaus mit Volutengiebel, 1738; Teil des Ensembles Altstadt | D-5-63-000-78 Wikidata | Wohnhaus mit Gaststätte Wolfshöher Bräustüberl |
| Bäumenstraße 14 (Standort)                | Wohnhaus in Ecklage                            | Zweigeschossiger, verputzter Sandsteinquaderbau mit Walmdach, Korbbogentor, Giebelzwerchhaus und Walmdachzwerchhäusern, 1742; Teil des Ensembles Altstadt | D-5-63-000-79 Wikidata | Wohnhaus in Ecklage                            |
| Bäumenstraße 15 (Standort)                | Wohnhaus                                       | Zweigeschossiger traufseitiger Sandsteinquaderbau mit Satteldach und Giebelzwerchhaus, bezeichnet „1743“; Teil des Ensembles Altstadt | D-5-63-000-80 Wikidata | Wohnhaus                                       |
| Bäumenstraße 17 (Standort)                | Ehemaliges Gasthaus in Ecklage                 | Zweigeschossiger Sandsteinquaderbau mit Mansardwalmdach und Korbbogentoren, 1739; Teil des Ensembles Altstadt | D-5-63-000-81 Wikidata | Ehemaliges Gasthaus in Ecklage                 |
| Bäumenstraße 19 (Standort)                | Wohnhaus in Ecklage                            | Zweigeschossiger traufseitiger Sandsteinquaderbau mit Satteldach und erhöhtem Mittelrisalit mit Giebel, im Kern 1723, Umbau der traufseitigen Hauptfassade von Johann Michael Zink, 1867; Teil des Ensembles Altstadt | D-5-63-000-82 Wikidata | Wohnhaus in Ecklage                            |
| Bäumenstraße 32 / Hallstraße 1 (Standort) | Amtsgericht Fürth                              | Fast vierflügeliger, um einen Innenhof gruppierter Gebäudekomplex, dreigeschossiger Walmdachbau auf hohem Sockelgeschoss mit Sandsteinfassaden, rustiziertem Erdgeschoss, Lisenengliederung und zwei Mittelrisaliten mit Dreiecksgiebeln, in neubarocken Formen, von Landbauamtsassessor Andreas Roth, 1898–1900; Hofmauer, Sandstein, gleichzeitig; Teil des Ensembles Alexanderstraße/Hallplatz | D-5-63-000-83 Wikidata | weitere Bilder                                 |

## Bahnhofplatz
| Lage                       | Objekt                             | Beschreibung | Akten-Nr.              | Bild                              |
| -------------------------- | ---------------------------------- | --- | ---------------------- | --------------------------------- |
| Bahnhofplatz (Standort)    | Centaurenbrunnen                   | Schweifbecken aus Sandstein mit Felsen und großer allegorischer Bronzefigurengruppe, in naturalistisch-neubarocken Formen, von Rudolf Maison, Guss von Ferdinand von Miller, bezeichnet „1890“ | D-5-63-000-92 Wikidata | weitere Bilder                    |
| Bahnhofplatz 1 (Standort)  | Mietshaus                          | Viergeschossiger, traufständiger Satteldachbau mit Sandsteinfassade, flachen Seitenrisaliten und Eisenbalkon auf Konsolen, in spätklassizistischen Formen, von Leonhard Gran, 1868/69 | D-5-63-000-85 Wikidata | Mietshaus                         |
| Bahnhofplatz 2 (Standort)  | Mietshaus, ehemaliges Hotel Stern  | Viergeschossiger, traufständiger Satteldachbau mit Sandsteinfassade und Erker, in spätklassizistische Formen, von Leonhard Gran, 1868/70; bauliche Gruppe mit Bahnhofplatz 3 und Gustav-Schickedanz-Straße 10 | D-5-63-000-86 Wikidata | Mietshaus, ehemaliges Hotel Stern |
| Bahnhofplatz 3 (Standort)  | Mietshaus in Ecklage               | Viergeschossiger Satteldachbau mit Sandsteinfassade, Eckerker und leicht erhöhtem Mittelrisalit mit Eisengitterbalkon auf Konsolen, reich in spätklassizistischen Formen, von Leonhard Gran, 1868/70; Mittelteil der baulichen Gruppe mit Bahnhofplatz 2 und Gustav-Schickedanz-Straße 10 | D-5-63-000-87 Wikidata | Mietshaus in Ecklage              |
| Bahnhofplatz 7 (Standort)  | Wohnhaus                           | Dreigeschossiger traufseitiger Sandsteinbau mit giebelseitigem Walmdach, Konsoltraufgesims, Balusterbalkon und segmentgiebeligem Zwerchhaus, spätklassizistisch, von Wilhelm Evora und Jakob Meyer, 1874; bauliche Gruppe mit Bahnhofplatz 8 | D-5-63-000-88 Wikidata | weitere Bilder                    |
| Bahnhofplatz 8 (Standort)  | Wohnhaus in Ecklage                | Dreigeschossiger Satteldachbau mit Sandsteinfassade mit Pilastergliederung, segmentgiebeligem Zwerchhaus und Steinbalkon auf Gusseisenkonsolen, spätklassizistisch, von Wilhelm Evora und Jakob Meyer, 1873/74; bauliche Gruppe mit Bahnhofplatz 7 | D-5-63-000-89 Wikidata | weitere Bilder                    |
| Bahnhofplatz 9 (Standort)  | Fürth (Bayern) Hauptbahnhof        | Empfangsgebäude, dreigeschossiger Sandsteinquaderbau mit Walmdach, flachgiebeligem Mittelrisalit, mittig angebauter, erdgeschossiger dreibogiger Schalterhalle mit Flachgiebel und zwei seitlich angebauten, erdgeschossigen Flügelbauten, spätklassizistisch, von Eduard Rüber, 1863/64, Schalterhalle 1914 angebaut Östlicher Pavillon, zweigeschossiger Sandsteinquaderbau mit Walmdach, 1902/03, 1914 erweitert; Westlicher Pavillon, zweigeschossiger Sandsteinquaderbau mit Walmdach, 1904; Bahnsteigüberdachungen, gusseiserne Perrondachstützen, Fa. Spaeth (Dutzendteich), Ende 19. Jahrhundert und später Bahnsteigtunnel, Eisenträgerkonstruktion, 1909 | D-5-63-000-90 Wikidata | weitere Bilder                    |
| Bahnhofplatz 11 (Standort) | Wohn- und Geschäftshaus in Ecklage | Doppelhaus mit Sandsteinfassaden, im Norden an der Maxstraße dreigeschossiger Walmdachbau mit Eckerker und Lisenengliederung, in spätklassizistischen Formen, zweigeschossiger Zwischentrakt mit gusseiserner Loggia als Obergeschoss, im Süden ehemals dreigeschossiger Walmdachbau, im Neurenaissance-Stil, Nordtrakt 1866/67, Südtrakt von Adam Egerer, 1889/90, Aufstockung bezeichnet „1948“ | D-5-63-000-91 Wikidata | weitere Bilder                    |

## Balbiererstraße
| Lage                          | Objekt               | Beschreibung | Akten-Nr.                | Bild                 |
| ----------------------------- | -------------------- | --- | ------------------------ | -------------------- |
| Balbiererstraße 1 (Standort)  | Mietshaus in Ecklage | Viergeschossiger Mansarddachbau mit Sandsteinfassade, polygonalem Eckerkerturm mit Schweifkuppel, Dachgauben und Zwerchhäusern mit Ziergiebeln, im Neu-Nürnberger-Stil, von Bräutigam und Wiessner, 1903 Vorgarten-Einfriedung, Pfeilgitterzaun mit Sandsteinpfeilern, gleichzeitig | D-5-63-000-93 Wikidata   | Mietshaus in Ecklage |
| Balbiererstraße 2 (Standort)  | Mietshaus in Ecklage | Vier- bis fünfgeschossiger Satteldach- und Mansarddachbau mit Sandsteinfassade mit Blendmaßwerdekor und Zwerchgiebel, im Neu-Nürnberger-Stil, von Bräutigam und Wiessner, 1903/04                                                                                                   | D-5-63-000-94 Wikidata   | Mietshaus in Ecklage |
| Balbiererstraße 3 (Standort)  | Mietshaus            | Viergeschossiger Mansarddachbau mit Sandsteinfassade, rustiziertem Erdgeschoss und getrepptem Zwerchhausgiebel, historisierend, von Bräutigam und Wiessner, 1903. | D-5-63-000-95 Wikidata   | Mietshaus            |
| Balbiererstraße 7 (Standort)  | Mietshaus            | Viergeschossiger Mansarddachbau mit Sandsteinfassade, einseitigem Zwerchhaus mit Walmdach und mittigem, dekoriertem Bodenerker, historisierender Jugendstil, von Peringer und Rogler, 1907                                                                                          | D-5-63-000-1576 Wikidata | Mietshaus            |
| Balbiererstraße 12 (Standort) | Mietshaus            | Viergeschossiger Mansarddachbau mit Sandsteinfassade und hölzernen Dachgauben, im Neu-Nürnberger-Stil, wohl von Johann Dorner, 1902 Rückgebäude, zweigeschossiger Backsteinbau mit Pultdach, gleichzeitig                                                                           | D-5-63-000-96 Wikidata   | Mietshaus            |
| Balbiererstraße 14 (Standort) | Mietshaus            | Viergeschossiger Mansarddachbau mit Sandsteinfassade, Zwerchhausgiebel, hölzernen Gauben und Dacherkern, im Neu-Nürnberger-Stil, von Bräutigam und Wiessner, 1903 Rückgebäude, zweigeschossiger Backsteinbau mit Mansarddach, gleichzeitig                                          | D-5-63-000-97 Wikidata   | Mietshaus            |
| Balbiererstraße 16 (Standort) | Mietshaus            | Viergeschossiger traufseitiger Satteldachbau mit Sandsteinfassade, Gauben und modern verschaltem Fachwerk-Dachgeschoss, Neubarock, von Johann Dorner, bezeichnet „1902“ Rückgebäude, erdgeschossiger Backsteinbau mit Mansarddach und Gauben, gleichzeitig                          | D-5-63-000-98 Wikidata   | Mietshaus            |
| Balbiererstraße 18 (Standort) | Mietshaus            | Viergeschossiger traufseitiger Satteldachbau mit Sandsteinfassade mit rustiziertem Erdgeschoss, geschweiftem Zwerchhausgiebel und ausgebautem Dachgeschoss, im Neu-Nürnberger-Stil, von Karl Schick, bezeichnet „1902“                                                              | D-5-63-000-100 Wikidata  | Mietshaus            |
| Balbiererstraße 20 (Standort) | Mietshaus in Ecklage | Fünfgeschossiger Satteldachbau mit Sandsteinfassade und rustiziertem Erdgeschoss, Neurenaissance, von G. Lampert, 1902, Aufstockung modern; bauliche Gruppe mit Waldstraße 39 | D-5-63-000-101 Wikidata  | Mietshaus in Ecklage |

## Baldstraße
| Lage                    | Objekt               | Beschreibung | Akten-Nr.                | Bild                 |
| ----------------------- | -------------------- | --- | ------------------------ | -------------------- |
| Baldstraße 1 (Standort) | Mietshaus            | Dreigeschossiger Mansarddachbau auf hohem Sockelgeschoss mit reich gegliederter Sandsteinfassade mit rustiziertem Erdgeschoss, Neurenaissance, von Georg Kißkalt, 1886–1889; bauliche Gruppe mit Baldstraße 2–6, Untere Fischerstraße 1/3, Gustavstraße 12/14 und Mühlstraße 1/3/5; Teil des Ensembles Altstadt                                                          | D-5-63-000-102 Wikidata  | Mietshaus            |
| Baldstraße 2 (Standort) | Mietshaus in Ecklage | Dreigeschossiger Mansarddachbau mit reich gegliederter Sandsteinfassade mit rustiziertem Erdgeschoss und Erker an der abgeschrägten Ecke, Neurenaissance, von Georg Kißkalt, bezeichnet „1886“; bauliche Gruppe mit Baldstraße 1/3-6, Untere Fischerstraße 1/3, Gustavstraße 12/14 und Mühlstraße 1/3/5; Teil des Ensembles Altstadt                                     | D-5-63-000-1742 Wikidata | Mietshaus in Ecklage |
| Baldstraße 3 (Standort) | Mietshaus            | Dreigeschossiger Mansarddachbau auf hohem Sockelgeschoss mit reich gegliederter Sandsteinfassade mit rustiziertem Erdgeschoss, Neurenaissance, von Georg Kißkalt, 1886–1889; bauliche Gruppe mit Baldstraße 1/2/4–6, Untere Fischerstraße 1/3, Gustavstr. 12/14 und Mühlstraße 1/3/5; Teil des Ensembles Altstadt                                                        | D-5-63-000-1743 Wikidata | Mietshaus            |
| Baldstraße 4 (Standort) | Mietshaus            | Dreigeschossiger Mansarddachbau auf hohem Sockelgeschoss mit reich gegliederter Sandsteinfassade mit rustiziertem Erdgeschoss, Neurenaissance, von Georg Kißkalt, 1886–1889; bauliche Gruppe mit Baldstraße 1–/5/6, Untere Fischerstraße 1/3, Gustavstr. 12/14 und Mühlstraße 1/3/5; Teil des Ensembles Altstadt                                                         | D-5-63-000-1744 Wikidata | Mietshaus            |
| Baldstraße 5 (Standort) | Mietshaus in Ecklage | Viergeschossiger Mansarddachbau, an Baldstraße mit reich gegliederter Sandsteinfassade, an Unterer Fischerstraße mit Rohbacksteinfassade mit Sandsteinsockelgeschoss und -gliederung, Neurenaissance, von Georg Kißkalt, 1886–1889; bauliche Gruppe mit Baldstraße 1–4/6, Untere Fischerstraße 1/3, Gustavstraße 12/14 und Mühlstraße 1/3/5; Teil des Ensembles Altstadt | D-5-63-000-1745 Wikidata | Mietshaus in Ecklage |
| Baldstraße 6 (Standort) | Mietshaus in Ecklage | Viergeschossiger Mansarddachbau, an Baldstraße mit reich gegliederter Sandsteinfassade, an Unterer Fischerstraße mit Rohbacksteinfassade mit Sandsteinsockelgeschoss und -gliederung, Neurenaissance, von Georg Kißkalt, 1886–1889; bauliche Gruppe mit Baldstraße 1–5, Untere Fischerstraße 1/3, Gustavstraße 12/14 und Mühlstraße 1/3/5; Teil des Ensembles Altstadt   | D-5-63-000-1746 Wikidata | Mietshaus in Ecklage |

## Beim Liershof
| Lage                            | Objekt                                  | Beschreibung | Akten-Nr.               | Bild           |
| ------------------------------- | --------------------------------------- | --- | ----------------------- | -------------- |
| Beim Liershof 1 (Standort)      | Ehemaliges Bräuhaus Frau van Lierds-Hof | Zweigeschossiger Sandsteinquaderbau mit Satteldach, profilierten Sohlbänken, Korbbogenportal, kugelbesetztem Nordgiebel, südlichem Fachwerkgiebel, Fachwerk-Aufzugsgiebel an der östlichen Traufseite und westlichen erdgeschossigem Anbau, 1679; Westlich anschließend Rundbogenportal aus Sandsteinquadern mit Zieraufsatz, gleichzeitig, als Verbindung zu Anwesen Beim Liershof 3 | D-5-63-000-103 Wikidata | weitere Bilder |
| Beim Liershof 3 / 3a (Standort) | Doppelwohnhaus                          | Zweigeschossiger Traufseitbau mit Satteldach, hofseitig stark erneuerte Lauben-Anbauten; Osthälfte (Nr. 3) Fachwerkbau mit Aufzugsdächlein am Ost- und nördlichem Zwerchhausgiebel, 17./18. Jahrhundert; Westteil (Nr. 3a) Sandsteinquaderbau mit Voluten am Giebelansatz, im Kern 17./18. Jahrhundert, wohl später in Sandstein erneuert                                             | D-5-63-000-104 Wikidata | Doppelwohnhaus |

## Berolzheimerstraße
| Lage                             | Objekt     | Beschreibung                                                              | Akten-Nr.       | Bild |
| -------------------------------- | ---------- | ------------------------------------------------------------------------- | --------------- | ---- |
| Berolzheimerstraße 30 (Standort) | Gartenhaus | eingeschossiger Putzbau mit Satteldach und Veranda, Ebert & Groß, 1911/12 | D-5-63-000-2101 | BW   |

## Billinganlage
| Lage                        | Objekt                                   | Beschreibung | Akten-Nr.                | Bild                 |
| --------------------------- | ---------------------------------------- | --- | ------------------------ | -------------------- |
| Billinganlage 1a (Standort) | Ehemaliges Kontrollhaus für Pflasterzoll | Freistehender, zweigeschossiger Sandsteinquaderbau mit Walmdach und erdgeschossigen Mansardwalmdachflügeln, Neubarock, von Otto Holzer, 1902 | D-5-63-000-107 Wikidata  | weitere Bilder       |
| Billinganlage 12 (Standort) | Wohnhaus                                 | Freistehender, zweigeschossiger Sandsteinquaderbau mit Walmdach und Gurtgesims, klassizistisch, von Johann Michael Zink, 1837 | D-5-63-000-108 Wikidata  | Wohnhaus             |
| Billinganlage 14 (Standort) | Mietshaus                                | Viergeschossiger, traufseitiger Satteldachbau mit reich gegliederter Sandsteinfassade mit Erker, im Neu-Nürnberger-Stil, von J. Bock, 1898/1899; Rückgebäude, zweigeschossiger Backsteinbau mit Pultdach, gleichzeitig; Bauliche Gruppe mit Billinganlage 16 und Vacher Straße 2-14 (gerade Nummern) | D-5-63-000-1825 Wikidata | Mietshaus            |
| Billinganlage 16 (Standort) | Mietshaus in Ecklage                     | Viergeschossiger Satteldachbau mit reich gegliederter Sandsteinfassade mit Erkern und polygonalem Eckerkerturm, im Neu-Nürnberger-Stil, von J. Bock, 1899/1900; Bauliche Gruppe mit Billinganlage 14 und Vacher Straße 2-14 (gerade Nummern)                                                         | D-5-63-000-109 Wikidata  | Mietshaus in Ecklage |

## Blumenstraße
| Lage                                        | Objekt                                                                                         | Beschreibung | Akten-Nr.                | Bild                                                                                           |
| ------------------------------------------- | ---------------------------------------------------------------------------------------------- | --- | ------------------------ | ---------------------------------------------------------------------------------------------- |
| Blumenstraße 2 (Standort)                   | Wohnhaus                                                                                       | Langgestreckter, dreigeschossiger und traufseitiger Satteldachbau mit Sandsteinfassade und sehr flachem Mittelrisalit, klassizistisch, von Friedrich Schmidt, 1842, Umbau Erdgeschoss bezeichnet „1984“ Rückgebäude, ehemaliges Ökonomiegebäude, Putzbau mit Satteldach, wohl gleichzeitig Rückgebäude, zweigeschossiger Sandsteinbau mit Pultdach, zweite Hälfte 19. Jahrhundert | D-5-63-000-112 Wikidata  | Wohnhaus                                                                                       |
| Blumenstraße 3 (Standort)                   | Wohn- und Geschäftshaus                                                                        | Viergeschossiger traufseitiger Satteldachbau mit reich gegliederter Sandsteinfassade, mit von Atlanten getragenem Mittelerker mit Eisenbalkonbrüstung und Balkon auf Konsolen, Neurenaissance, von Adam Egerer, bezeichnet „1888“ | D-5-63-000-113 Wikidata  | Wohn- und Geschäftshaus                                                                        |
| Blumenstraße 4 (Standort)                   | Wohnhaus                                                                                       | Dreigeschossiger Mansarddachbau mit Sandsteinfassade, Konsoltraufgesims und Neurenaissance-Zwerchhaus mit Segmentgiebel, spätklassizistisch, im Kern vor 1847, Dachumbau von Adam Egerer, bezeichnet „1889“ bauliche Gruppe mit Eckhaus Blumenstraße 6 | D-5-63-000-114 Wikidata  | Wohnhaus                                                                                       |
| Blumenstraße 5 (Standort)                   | Ehemalige Bayerische Staatsbank                                                                | Dreigeschossiger Mansarddachbau mit reich gegliederter Sandsteinfassade, flachen Seitenrisaliten, Zwerchhaus mit Segmentgiebel und Eisenbalkon, in neubarocken Formen, von Joseph Förster und M. Förtsch, bezeichnet „1895“ | D-5-63-000-115 Wikidata  | weitere Bilder                                                                                 |
| Blumenstraße 6 (Standort)                   | Wohnhaus in Ecklage                                                                            | Dreigeschossiger Mansarddachbau mit Sandsteinfassade, Konsoltraufgesims und Zwerchhäusern mit Dreiecksgiebel, spätklassizistisch, im Kern vor 1847, Dachumbau von Adam Egerer, 1889; bauliche Gruppe mit Blumenstraße 4 | D-5-63-000-116 Wikidata  | Wohnhaus in Ecklage                                                                            |
| Blumenstraße 8 (Standort)                   | Wohnhaus in Ecklage                                                                            | Dreigeschossiger Sandsteinbau mit Fachwerk-Mansarde, Ecklisenen, Sohlbankgesimsen, Rundbogenfries an der Traufe, und Eckzwerchhaus mit Volutengiebel, spätklassizistisch, von Andreas Korn, 1852, Dachumbau im Neu-Nürnberger-Stil von Bernhard Mucke, 1898 | D-5-63-000-117 Wikidata  | Wohnhaus in Ecklage                                                                            |
| Blumenstraße 10 (Standort)                  | Wohnhaus                                                                                       | Dreigeschossiger traufseitiger Satteldachbau mit Sandsteinfassade, Stichbogenfenstern, Blendengliederung und Friesen, spätklassizistisch, von Andreas Korn, 1858/59; bauliche Gruppe mit Blumenstraße 12 | D-5-63-000-118 Wikidata  | Wohnhaus                                                                                       |
| Blumenstraße 11 (Standort)                  | Wohnhaus in Ecklage                                                                            | Dreigeschossiger Satteldachbau mit Sandsteinfassade und Sohlbankgesims, klassizistisch, von Friedrich Schmidt, 1835/36 Zugehörig Seitenflügel an der Hirschenstraße, dreigeschossiger Satteldachbau mit Sandsteinfassade, Sohlbankgesims und Fensterverdachungen, klassizistisch, gleichzeitig | D-5-63-000-119 Wikidata  | weitere Bilder                                                                                 |
| Blumenstraße 12 (Standort)                  | Wohnhaus                                                                                       | Dreigeschossiger traufseitiger Satteldachbau mit Sandsteinfassade, Stichbogenfenstern, Blendengliederung und Friesen, spätklassizistisch, von Andreas Korn, vor 1858; bauliche Gruppe mit Blumenstraße 10 | D-5-63-000-120 Wikidata  | weitere Bilder                                                                                 |
| Blumenstraße 13 (Standort)                  | Wohnhaus                                                                                       | Dreigeschossiger traufseitiger Satteldachbau mit Sandsteinfassade, Stichbogenfenstern, Sohlbankgesimsen und Neurenaissance-Ladeneinbau mit Gusseisensäulen, spätklassizistisch, von Johann Zink, 1852, Ladeneinbau und Dachgauben Ende 19. Jahrhundert | D-5-63-000-121 Wikidata  | Wohnhaus                                                                                       |
| Blumenstraße 14 (Standort)                  | Wohnhaus                                                                                       | Dreigeschossiger traufseitiger Satteldachbau mit Sandsteinfassade, Konsoltraufgesims und mittigem Stichbogentor, spätklassizistisch, von Andreas Korn, 1856 Rückgebäude, zweigeschossiger Sandsteinbau mit Pultdach und traufseitiger Aufzugsgaube, gleichzeitig | D-5-63-000-122 Wikidata  | Wohnhaus                                                                                       |
| Blumenstraße 15 (Standort)                  | Wohnhaus                                                                                       | Dreigeschossiger traufseitiger Satteldachbau mit Sandsteinfassade, Stichbogenfenstern und Sohlbankgesims, spätklassizistisch, von Johann Gran, 1853, Neurenaissance-Dachgauben Ende 19. Jahrhundert | D-5-63-000-123 Wikidata  | Wohnhaus                                                                                       |
| Blumenstraße 16 (Standort)                  | Wohnhaus                                                                                       | Dreigeschossiger traufseitiger Satteldachbau mit Sandsteinfassade, Sohlbankgesims, Konsoltraufgesims und mittigem Stichbogentor, spätklassizistisch, von Andreas Korn, 1857 | D-5-63-000-124 Wikidata  | Wohnhaus                                                                                       |
| Blumenstraße 17 (Standort)                  | Wohnhaus                                                                                       | Dreigeschossiger Mansarddachbau mit Sandsteinfassade Sohlbankgesimsen, Konsoltraufgesims und breitem Zwerchhaus, spätklassizistisch, von Johann Gran, 1853 | D-5-63-000-125 Wikidata  | Wohnhaus                                                                                       |
| Blumenstraße 18 (Standort)                  | Wohnhaus                                                                                       | Dreigeschossiger traufseitiger Satteldachbau mit Sandsteinfassade, Sohlbankgesimsen und Stichbogenfenstern, spätklassizistisch, von Andreas Korn, 1860 | D-5-63-000-126 Wikidata  | Wohnhaus                                                                                       |
| Blumenstraße 19 (Standort)                  | Wohnhaus                                                                                       | Dreigeschossiger traufseitiger Satteldachbau mit reich gegliederter Sandsteinfassade mit Seitenrisaliten, Konsoltraufgesims und Fensterädikulen, spätklassizistisch, von Johann Zink, 1870/71; bauliche Gruppe mit Blumenstraße 21 | D-5-63-000-127 Wikidata  | Wohnhaus                                                                                       |
| Blumenstraße 20 (Standort)                  | Wohnhaus                                                                                       | Dreigeschossiger Mansarddachbau mit Sandsteinfassade, flachem Mittelrisalit, Zwerchhaus, Sohlbankgesimsen und Konsoltraufgesims, spätklassizistisch, von Andreas Korn, 1859/60, Dachumbau mit Zwerchhaus im Neurenaissance-Stil von Vornberg und Scharff, 1890 | D-5-63-000-128 Wikidata  | Wohnhaus                                                                                       |
| Blumenstraße 21 (Standort)                  | Wohnhaus                                                                                       | Dreigeschossiger traufseitiger Satteldachbau mit reich gegliederter Sandsteinfassade mit Seitenrisaliten, Konsoltraufgesims und Fensterädikulen, spätklassizistisch, von Johann Zink, 1869; bauliche Gruppe mit Blumenstraße 19 | D-5-63-000-129 Wikidata  | Wohnhaus                                                                                       |
| Blumenstraße 22 (Standort)                  | Ehemalige Königliche Gewerbeschule, später Realschule, ab 1879 Königliches Landgericht         | Eckbau, dreigeschossiger Satteldachbau mit Sandsteinfassade, Sohlbankgesimsen, Rundbogenfenstern, Konsoltraufgesims und Flachgiebel, spätklassizistisch, von Eduard Philipp Otto, 1862/63, Seitenflügel an Blumenstraße nach Kriegsschäden teilweise erneuert | D-5-63-000-130 Wikidata  | weitere Bilder                                                                                 |
| Blumenstraße 24 (Standort)                  | Wohnhaus                                                                                       | Dreigeschossiger traufseitiger Satteldachbau mit Sandsteinfassade mit Lisenen, Sohlbankgesimsen und Bogenfriesen, spätklassizistisch mit romanisierenden Formen, von Philipp Krieger, 1855 | D-5-63-000-131 Wikidata  | Wohnhaus                                                                                       |
| Blumenstraße 26 (Standort)                  | Wohnhaus                                                                                       | Dreigeschossiger traufseitiger Satteldachbau mit Sandsteinfassade und Sohlbankgesimsen, spätklassizistisch, von Chr. Christgau, 1862; bauliche Einheit mit Blumenstraße 28 | D-5-63-000-132 Wikidata  | Wohnhaus                                                                                       |
| Blumenstraße 27 (Standort)                  | Wohnhaus                                                                                       | Dreigeschossiger traufseitiger Satteldachbau mit Sandsteinfassade und Sohlbankgesims, klassizistisch, von Johann Gran, 1852 | D-5-63-000-133 Wikidata  | Wohnhaus                                                                                       |
| Blumenstraße 28 (Standort)                  | Wohnhaus                                                                                       | Dreigeschossiger traufseitiger Satteldachbau mit Sandsteinfassade, Sohlbankgesimsen und mittigem flachgiebeligem Zwerchhaus, spätklassizistisch, von Chr. Christgau, 1863, Zwerchhaus 1869; bauliche Einheit mit Blumenstraße 26 | D-5-63-000-134 Wikidata  | weitere Bilder                                                                                 |
| Blumenstraße 29 (Standort)                  | Mietshaus                                                                                      | Dreigeschossiger Mansarddachbau mit reich gegliederter Sandsteinfassade, Mittelerker mit Eisenbalkonbrüstung und breitem Zwerchhaus mit Attika und Segmentgiebel, Neurenaissance, von Georg Kißkalt, bezeichnet „1884“ | D-5-63-000-135 Wikidata  | Mietshaus                                                                                      |
| Blumenstraße 30 (Standort)                  | Wohnhaus                                                                                       | Dreigeschossiger Mansarddachbau mit Sandsteinfassade und rustiziertem Erdgeschoss, Neurenaissance, 1886; bauliche Gruppe mit Blumenstraße 32/34 | D-5-63-000-136 Wikidata  | Wohnhaus                                                                                       |
| Blumenstraße 31 (Standort)                  | Ehemalige Israelitische Bürgerschule (Jüdische Realschule), jetzt Israelitische Kultusgemeinde | Dreigeschossiger traufseitiger Satteldachbau mit Sandsteinfassade, Zwerchhaus über der lisenenbegrenzten Mittelachse und Konsoltraufgesims, spätklassizistisch, 1868/69 Zugehörig Rückgebäude, ehemaliges Schulgebäude, zweigeschossiger Putzbau mit Pultdach und breitem, flachgiebeligem Zwerchhaus, 1883 | D-5-63-000-137 Wikidata  | Ehemalige Israelitische Bürgerschule (Jüdische Realschule), jetzt Israelitische Kultusgemeinde |
| Blumenstraße 32 (Standort)                  | Wohnhaus                                                                                       | Dreigeschossiger Mansarddachbau mit Sandsteinfassade, rustiziertem Erdgeschoss und Konsoltraufgesims, Neurenaissance, 1882; bauliche Gruppe mit Blumenstraße 30/34 | D-5-63-000-138 Wikidata  | Wohnhaus                                                                                       |
| Blumenstraße 33 (Standort)                  | Wohnhaus                                                                                       | Dreigeschossiger traufseitiger Satteldachbau mit Sandsteinfassade, Konsoltraufgesims, breitem Zwerchhaus mit Attika und flachem Mittelrisalit mit rundbogiger Toreinfahrt, spätklassizistisch, von Georg Kißkalt, 1874 Ehemaliges Werkstatt- und Kontorgebäude, zweigeschossiger Sandsteinquaderbau mit Pultdach, 1852, 1886 aufgestockt Angebautes Rückgebäude, Remise, eingeschossiger Putzbau mit Pultdach, 1893                                                                         | D-5-63-000-139 Wikidata  | Wohnhaus                                                                                       |
| Blumenstraße 33 (Standort)                  | Ehemalige Methodistenkirche                                                                    | Saalkirche, zweigeschossiger Sandsteinquaderbau mit flachem Pultdach, kleinem Eingangshäuschen und flachem Nischenchor, Obergeschoss mit Gemeinderäumen und seitlichem Erker, von Georg Boehner, 1923/24 | D-5-63-000-1703 Wikidata | BW                                                                                             |
| Blumenstraße 34 (Standort)                  | Wohnhaus                                                                                       | Dreigeschossiger Mansarddachbau mit Sandsteinfassade, rustiziertem Erdgeschoss und Konsoltraufgesims, Neurenaissance, 1882 Rückflügel, Wohnhaus, zweigeschossiger Sandsteinbau mit Mansarddach, gleichzeitig; bauliche Gruppe mit Blumenstraße 30/32 | D-5-63-000-140 Wikidata  | Wohnhaus                                                                                       |
| Blumenstraße 35 (Standort)                  | Wohnhaus                                                                                       | Dreigeschossiger traufseitiger Satteldachbau mit Sandsteinfassade, Sohlbankgesims und Rosettenfries an der Traufe, spätklassizistisch, wohl von Konrad Jordan, 1870/71 | D-5-63-000-141 Wikidata  | Wohnhaus                                                                                       |
| Blumenstraße 36 (Standort)                  | Wohnhaus                                                                                       | Dreigeschossiger traufseitiger Satteldachbau mit Sandsteinfassade, Sohlbankgesimsen und Zahnschnittfries an der Traufe, spätklassizistisch, von K. Seitz, 1872 | D-5-63-000-142 Wikidata  | Wohnhaus                                                                                       |
| Blumenstraße 37/Theaterstraße 20 (Standort) | Wohnhaus in Ecklage                                                                            | Siehe Theaterstraße 20 | D-5-63-000-1349 Wikidata | Wohnhaus in Ecklage                                                                            |
| Blumenstraße 38 (Standort)                  | Wohnhaus                                                                                       | Dreigeschossiger traufseitiger Satteldachbau mit Sandsteinfassade, Stichbogenfenster im Erdgeschoss und Sohlbankgesims mit Ornament, spätklassizistisch, von Paulus Müller, 1872/73 | D-5-63-000-144 Wikidata  | Wohnhaus                                                                                       |
| Blumenstraße 39 / 39a (Standort)            | Wohnhaus                                                                                       | Dreigeschossiger Mansarddachbau mit Sandsteinfassade, Sohlbankgesims und Neurenaissance-Zwerchhaus mit Dreiecksgiebel, spätklassizistisch, von Konrad Jordan, 1861, Dachausbau mit Zwerchhaus und Gauben von Carl Frank, 1904 Im Hof Wohn- und Werkstattgebäude, zweigeschossiger Sandsteinquaderbau mit Mansard- und Pultdach, ziegelsichtigem Obergeschoss und Bänderung, im Kern 1874, Umbau von Carl Frank, 1904                                                                        | D-5-63-000-145 Wikidata  | Wohnhaus                                                                                       |
| Blumenstraße 40 (Standort)                  | Mietshaus                                                                                      | Dreigeschossiger Mansarddachbau mit reich gegliederter Sandsteinfassade, Mittelerker, Fachwerkmansarde und Zwerchhaus mit Volutengiebel, Neurenaissance, 1902 | D-5-63-000-146 Wikidata  | Mietshaus                                                                                      |
| Blumenstraße 41 (Standort)                  | Wohnhaus                                                                                       | Dreigeschossiger traufseitiger Satteldachbau mit Sandsteinfassade und Sohlbankgesimsen, klassizistisch, von Johann Kiesel, 1858; bauliche Gruppe mit Blumenstraße 43 | D-5-63-000-147 Wikidata  | Wohnhaus                                                                                       |
| Blumenstraße 42 (Standort)                  | Wohnhaus                                                                                       | Dreigeschossiger Mansarddachbau mit Sandsteinfassade, Sohlbankgesims und Rosettenfries an der Traufe, spätklassizistisch, von Paulus Müller, 1871/72, Mansarddach später | D-5-63-000-148 Wikidata  | Wohnhaus                                                                                       |
| Blumenstraße 43 (Standort)                  | Wohnhaus                                                                                       | Dreigeschossiger traufseitiger Satteldachbau mit Sandsteinfassade und Sohlbankgesims, klassizistisch, von Konrad Jordan und Johann Kiesel, 1859; bauliche Gruppe mit Blumenstraße 41 | D-5-63-000-149 Wikidata  | Wohnhaus                                                                                       |
| Blumenstraße 44 (Standort)                  | Wohnhaus                                                                                       | Dreigeschossiger traufseitiger Satteldachbau mit Sandsteinfassade, Konsoltraufgesims und Sohlbankgesims mit Fries, spätklassizistisch, von Paulus Müller, 1877 Rückgebäude, Wohnhaus, zweigeschossiger Backsteinbau mit Mansarddach, wohl gleichzeitig Rückgebäude, zweigeschossiger Backsteinbau mit Fachwerk-Obergeschoss und Pultdach, letztes Viertel 19. Jahrhundert Werkstattgebäude, erdgeschossiger Fachwerkbau mit Pultdach und Aufzugsgaube, wohl letztes Viertel 19. Jahrhundert | D-5-63-000-150 Wikidata  | Wohnhaus                                                                                       |
| Blumenstraße 45 (Standort)                  | Wohnhaus in Ecklage                                                                            | Dreigeschossiger Satteldachbau mit Sandsteinfassaden, Zwerchhaus und Flachgiebel mit Büste an der abgeschrägten Ecke, spätklassizistisch, von Paulus Müller, 1875/76 | D-5-63-000-151 Wikidata  | weitere Bilder                                                                                 |
| Blumenstraße 46 (Standort)                  | Doppelhaus                                                                                     | Zweigeschossiger traufseitiger Sandsteinquaderbau mit Satteldach und zwei Zwerchhäusern mit Walmdach, um 1800 | D-5-63-000-152 Wikidata  | weitere Bilder                                                                                 |
| Blumenstraße 48 (Standort)                  | Mietshaus in Ecklage                                                                           | Viergeschossiger Satteldachbau mit Sandsteinfassade und rustiziertem Erdgeschoss, Neurenaissance, von Adam Egerer, 1898; bauliche Einheit mit Schlehenstraße 7 | D-5-63-000-153 Wikidata  | Mietshaus in Ecklage                                                                           |
| Blumenstraße 49 (Standort)                  | Mietshaus                                                                                      | Dreigeschossiger Mansarddachbau mit Zwerchhaus und Volutengiebel, Putzfassade, Sandsteinerdgeschoss und -gliederung, in Neurenaissance-Formen, von Fritz Walter, 1903 | D-5-63-000-154 Wikidata  | Mietshaus                                                                                      |
| Blumenstraße 51 (Standort)                  | Wohnhaus                                                                                       | Dreigeschossiger, aus der Baulinie vorspringender Sandsteinquaderbau mit Mansarddach mit Schopf, verschiefertem zweitem Obergeschoss und Zwerchhaus, Sandsteinerker und Korbbogenportal, 1776, Aufstockung und Verkleidung mit Schiefer von Johann Gran und Johann Kiesel, 1853, Erweiterung nach Westen mit Durchfahrt und Erker von Georg Böhner, 1923 | D-5-63-000-155 Wikidata  | weitere Bilder                                                                                 |

## Bogenstraße
| Lage                            | Objekt               | Beschreibung | Akten-Nr.                | Bild                 |
| ------------------------------- | -------------------- | --- | ------------------------ | -------------------- |
| Bogenstraße 2 (Standort)        | Wohnhaus             | Zweigeschossiger traufseitiger Mansarddachbau mit verschiefertem Obergeschoss, wohl 18./19. Jahrhundert, 1866 von Paulus Müller hierher transferiert | D-5-63-000-156 Wikidata  | Wohnhaus             |
| Bogenstraße 13 (Standort)       | Mietshaus            | Viergeschossiger traufseitiger Backsteinbau mit Satteldach, rustiziertem Sandsteinerdgeschoss und Sandsteingliederungen, Neurenaissance, von Hans Horneber, 1898/99; bauliche Gruppe mit Badstraße 1 | D-5-63-000-1577 Wikidata | Mietshaus            |
| Bogenstraße 14/15/16 (Standort) | Mietshauszeile       | Viergeschossiger Satteldachbau in verschiedenfarbigem Backstein mit Sandsteingliederungen, Neurenaissance, von Georg Kißkalt, 1898/99 Zugehörig Toreinfahrt, Sandsteinpfeiler und Backsteinmauer, gleichzeitig; Nordreihe einer vier parallele Zeilen umfassenden einheitlichen Arbeiter-Wohnanlage, siehe auch Denglerstraße 2/4/6 und Erlenstraße 1/3/5 und 2/4/6/8 | D-5-63-000-157 Wikidata  | Mietshauszeile       |
| Bogenstraße 19 (Standort)       | Mietshaus in Ecklage | Fünfgeschossiger Satteldachbau mit Sandsteinfassade, rustiziertem Erdgeschoss, Erker an der abgeschrägten Ecke und Volutenzwerchgiebeln, im Neu-Nürnberger-Stil, von J. K. Merkl, bezeichnet „1900“ | D-5-63-000-158 Wikidata  | Mietshaus in Ecklage |